# Thecus
Thecus Technology Corporation (Thecus) es una empresa multinacional taiwanesa que diseña y vende sistemas de almacenamiento conectado en red (NAS) y almacenamiento de conexión directa (DAS). Thecus produce y diseña su propio hardware, firmware y software. 

## Historia
Thecus fue fundada en 2004 y lanzó su primer NAS para PyMEs, el N4100, en el CeBIT 2005 de Hannover, Alemania. 